# Die Healing
Die Healing est le septième album studio du groupe de doom metal américain Saint Vitus.

## Description
Il est publié en 1995 par Hellhound Records. C'était leur dernier album avant leur dissolution en 1996. Die Healing est le seul album studio de Saint Vitus avec Scott Reagers au chant depuis Hallow's Victim, paru en 1985. C'est aussi leur dernier avec le batteur original Armando Acosta, décédé en 2010. En 2010, l'album a été rééditée en édition limitée en vinyle par Buried By Time And Dust Records. Il a aussi été réédité en vinyle et en CD par le label français Season of Mist en 2013.

## Liste des morceaux
1. Dark World - 4:57
2. One Mind - 4:34
3. Let the End Begin - 7:36
4. Trail of Pestilence - 5:10
5. Sloth - 8:10
6. Return of the Zombie - 6:42
7. In the Asylum - 8:11
8. Just Another Notch - 4:29

## Membres du groupe
Saint Vitus
- Scott Reagers - chant
- Dave Chandler - guitare, chant sur Just Another Notch
- Mark Adams - bass
- Armando Acosta - batterie

Production
- Harris Johns - producteur, ingénieur du son